# William King (geologo)
William King (Hartlepool, 22 aprile 1809 – Galway, 24 giugno 1886) è stato un geologo irlandese.

## Biografia
King nacque da William King, un carbonaio, e da Eleanor Armstrong, pasticcera e proprietaria di un negozio. Cresciuto a Durham, studiò a Sunderland e lavorò come apprendista di un fabbro, un libraio e di un bibliotecario, e si interessò presto di fossili. Lavorò, inoltre, al museo di Newcastle nel 1841, occupazione che abbandonò dopo sei anni a causa di conflitti con i suoi datori di lavoro.
Nel 1849 entrò a far parte del Queen's College di Galway e, durante la sua lunga carriera, pubblicò circa 70 pubblicazioni, fondò un museo e tenne un corso di geologia per le arti, l'agricoltura e le facoltà di ingegneria, come esaminatore per l'Università.
La sua ricerca includeva argomenti come la struttura del guscio dei Brachiopodi, la scissione della roccia e il sollevamento del Burren. La sua opera più famosa è The reputed fossil man of the Neanderthal, pubblicata nel 1864, nel quale scrisse di aver notato, nei fossili di Homo neanderthalensis, differenze nelle costole ricurve, attaccamento dei muscoli del cranio, suggerendo che esso fosse una specie diversa dall'uomo moderno.
Sostenne, inoltre, una versione alternativa proposta ne L'origine delle specie da Charles Darwin, ma diede grande enfasi a collocare l'uomo di Neanderthal su una "scala inferiore" rispetto agli uomini di Andamane e agli aborigeni australiani e suggerì, che come loro, era "incapace di concezione morale e teologica". La sua teoria sulle loro convinzioni teologiche, tuttavia, ricevette critiche da parte di contemporanei come Charles Carter Blake.
Nel 1839 King sposò Jane Nicholson e uno dei loro figli, William King Jr., lavorò nel Geological Survey of India, divenendone il direttore, e nella Geological Society of France, ricevendo un D.Sc. dalla Queen's University nel 1870.
King si dimise nel 1883 dopo un ictus, rimanendo come professore emerito. Morì a Glenoir, Galway, il 24 giugno 1886.

## Opere
- (EN) On the Neanderthal Skull, or Reasons for believing it to belong to the Clydian Period, and to a Species different from that represented by Man, in Report of the Thirty-third Meeting of the British Association for the Advancement of Science held at Newcastle-Upon-Tyne in August and September 1863, London, John Murray, 1864,  pp. 81-82bis.
- (EN) The Reputed Fossil Man of the Neanderthal, in The Quarterly Journal of Science, vol. 1, n. 1, January 1864,  pp. 88-97.